# The Whistlebinkies
The Whistlebinkies is een bekende folkband in Glasgow, Schotland, opgericht aan het einde van de jaren 60 van de 20e eeuw. Naar aanleiding van de grote belangstelling voor traditionele en Keltische muziek kwam de groep tot stand. Zij gebruikten onder andere de elleboog doedelzak naast de viool, de Schotse bagpipes en de clarsach (een kleine Schotse harp). Alleen authentieke instrumenten worden gebruikt en het repertoire
komt uit alle regio's van Schotland en periodes van de Schotse muziek. Ook connecties met andere culturen worden niet uit de weg gegaan.

## Leden van de band
- Eddie McGuire : fluit
- Rab Wallace : Lowland bagpipe, Scottish smallpipes
- Rhona MacKay : clarsach, vocals
- Stuart Eydmann : concertina, viool
- Mark Hayward : viool
- Annaleise Dagg : viola, viool
- Peter Anderson : Scottish side drum, bodhrán
- Ian Crawford : contrabas

## Discografie
- The Whistlebinkies (Deacon DEA 1053, 1971)
- Various: The Streets of Glasgow (Topic 12TS226, 1973)
- The Whistlebinkies and Ted McKenna (Amiga 8 45 127, n.d. - c.1975/6)
- The Whistlebinkies (Claddagh Records CC22, 1977)
- The Whistlebinkies 2 (Claddagh Records CC31, 1980)
- The Whistlebinkies 3 (Claddagh Records CC34, 1981)
- The Whistlebinkies 4 (Claddagh Records CC43, 1985)
- The Whistlebinkies 5 (Claddagh Records CC50, 1988)
- Anniversary (Claddagh Records CC54, 19??) naar aanleiding van het 15-jarig bestaan van de band
- The King Has Landed
- Albannach - 2006